# コナンテラ属
コナンテラ属（コナンテラぞく、学：Conanthera）は、テコフィレア科に含まれる属の一つ。
コナンセラ属とも呼ばれる。

## 概要
フエゴ島を除くチリ本土全域に生息する球根植物。花は同じコナンテラ属の中でも種による差異が大きい。
カンパニュラータ種（C. campanulata）やトリマクラータ種（C. trimaculata）の様に外花被に斑点が付く種類や、ビフォリア種の様（C. bifolia）に花弁は反り返りナス科に似た花を下向きに付ける種類がある。いずれの種類も共通して6裂した同花被花の構造を持っており、花序は総状花序である。
果実は液果で、瑠璃色をしている。葉は細く葉脈は目立たず、葉脈部分が窪む。（画像参照）

## 栽培方法
休眠期は夏で、花期は秋頃になる。水はけの良い土壌に球根を植え付け栽培する。

## 名称について
属名Conantheraの由来は不明。

## 下位分類
コナンテラ属は５種が認められる。種間によって花の構造の差異は大きい。

### 栽培される種
- コナンテラ・ビフォリア

　（Conanthera bifolia）
コナンテラ属のタイプ種で、チリ中部の乾燥地帯に自生する種類。花は反り返り紫色で中心部には黄色の突起がある。種小名は「2枚の葉」という意味がある。
- コナンテラ・トリマクラータ

　（Conanthera trimaculata）
チリ中部が原産地の種。花弁は薄く花色は青紫色になる。種小名の由来は、「三つの斑点」という意味がある。花弁の斑点は裏にまで透過する。

### その他の種類
- Conanthera campanulata Lindl.
- Conanthera parvula (Phil.) Muñoz-Schick
- Conanthera urceolata Ravenna

## ギャラリー

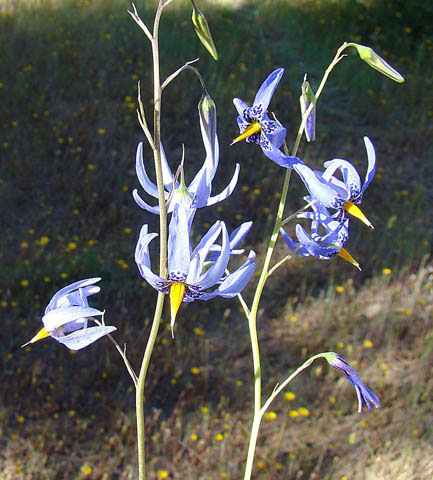
ビフォリア種
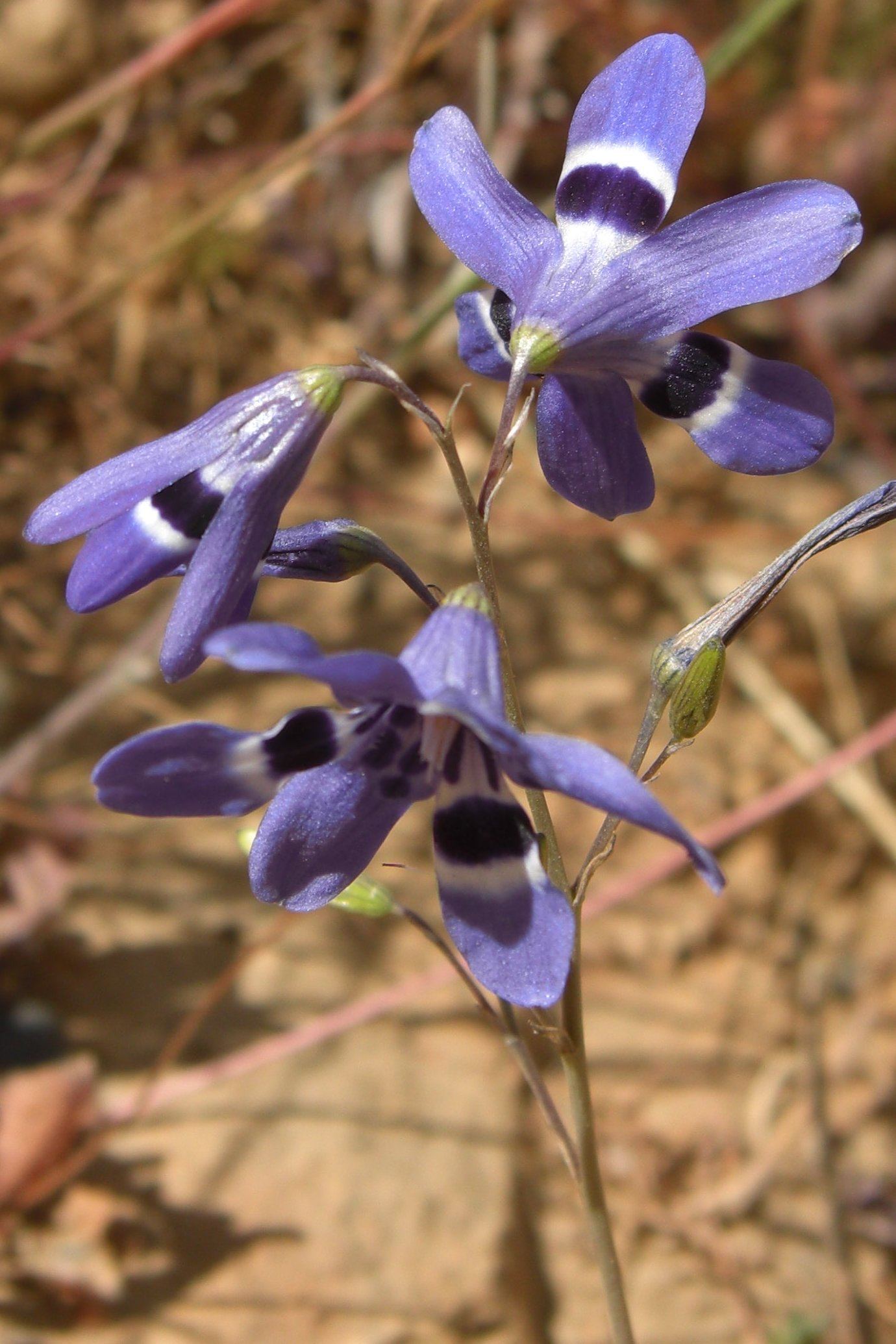
トリマクラータ種
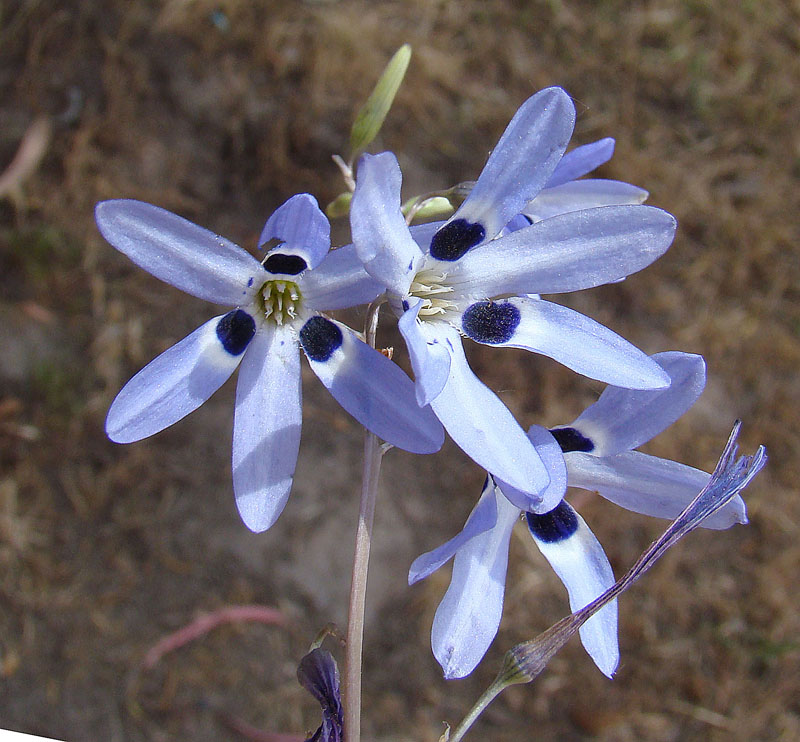
Conanthera campanulata
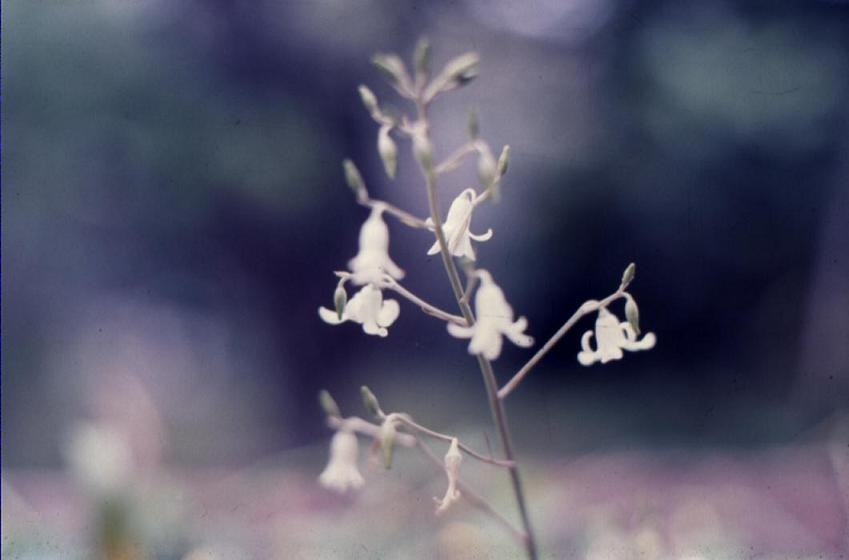
Conanthera johowii